# Johan Van Scheepen
Johan Van Scheepen (1964) es un botánico neerlandés.

## Carrera
Educado en la Universidad de Leiden, Van Scheepen trabajó en la Universidad de Reading como investigador (1982-1985) y el Ministerio de Agricultura en Visserij (1985-1988). Desde 1989 ha sido un taxónomo y registrador de la ICRA (Administraciones internacionales Registro de Cultivares) en KAVB (Real Asociación General de Bulbgrowers) en los Países Bajos.
- La abreviatura «Van Scheepen» se emplea para indicar a Johan Van Scheepen como autoridad en la descripción y clasificación científica de los vegetales.[5]